# Белабо (подокруг)
Белабо (бенг. বেলাব, англ. Belabo) — подокруг в центральной части Бангладеш в составе округа Нарсингди. Административный центр — город Белабо. Площадь подокруга — 117,66 км². По данным переписи 1991 года численность населения подокруга составляла 145 708 человек. Плотность населения равнялась 1238 чел. на 1 км². Уровень грамотности населения составлял 000 %. Религиозный состав: мусульмане — 96,67 %, индуисты — 3 %, христиане — 0,05 %, прочие — 0,28 %.